# Långsjön (Hällestads socken, Östergötland)
Långsjön är en sjö i Finspångs kommun i Östergötland och ingår i Motala ströms huvudavrinningsområde. Sjön har en area på 0,0805 kvadratkilometer och ligger 77,2 meter över havet.

## Delavrinningsområde
Långsjön ingår i det delavrinningsområde (652227-148836) som SMHI kallar för Inloppet i Hanesjön. Medelhöjden är 78 meter över havet och ytan är 6,48 kvadratkilometer. Det finns ett avrinningsområde uppströms, och räknas det in blir den ackumulerade arean 13,27 kvadratkilometer. Vattendraget som avvattnar avrinningsområdet har biflödesordning 4, vilket innebär att vattnet flödar genom totalt 4 vattendrag innan det når havet efter 59 kilometer. Avrinningsområdet består mestadels av skog (75 procent) och sankmarker (17 procent). Avrinningsområdet har 0,08 kvadratkilometer vattenytor vilket ger det en sjöprocent på 1,2 procent.